# فاليري سينغلتون
فاليري سينغلتون (بالإنجليزية: Valerie Singleton)‏ هي مقدمة تلفزيونية بريطانية، ولدت في 9 أبريل 1937 في هيتشن في المملكة المتحدة.

## وصلات خارجية
- فاليري سينغلتون على موقع IMDb (الإنجليزية)
- فاليري سينغلتون على موقع ميوزك برينز (الإنجليزية)
- فاليري سينغلتون على موقع قاعدة بيانات الفيلم (الإنجليزية)